# هيرمان روز
هيرمان روز (بالإنجليزية: Herman Rose)‏ هو رسام أمريكي، ولد في 6 نوفمبر 1909، وتوفي في 4 ديسمبر 2007 بسبب سرطان.